# Kenderesi Mihály
Kenderesi Mihály (Felsőszálláspatak, 1758. november 17. – Kolozsvár, 1824. április 26.) költő, országgyűlési követ, táblabíró, író.

## Életpályája
Nagyenyeden tanult, utána Marosvásárhelyen lett táblabíró. 1786-ban vármegyei levéltárnok, 1787-ben főjegyző lett. Az erdélyi országgyűlésen Hunyad vármegye képviselője volt. 1793-ban kormányszéki titkárrá nevezték ki.
Lelkes pártfogója volt a magyar irodalomnak és színművészetnek, levelezett Kazinczy Ferenccel, Virág Benedekkel. Wesselényi Miklóssal együtt lerakta a Kolozsvári Nemzeti Színház alapkövét. Irodalommal is foglalkozott: verseket írt, részt vett az irodalmi vitákban.

## Művei
- Egy nemes vetélkedés… (Kolozsvár, 1803)
- A tudomány és virágzó nemzeti nyelv hazánk boldogságának talpkövei (Kolozsvár, 1805)